# Jajeti
Jajeti (en georgiano: ხახეთი) o Jajet (en osetio: Хахет) es una aldea que pertenece a la parcialmente reconocida República de Osetia del Sur, parte del distrito de Dzau, aunque de iure pertenece al municipio de Sachjere de la región de Imericia de Georgia.

## Geografía
Jajeti se ubica en la garganta de Jajetietskali, a 21 km de Sachjere.

## Historia
Hasta 1991 formó parte del distrito de Yava y fue el centro del consejo del pueblo, transferido posteriormente al municipio de Sachjere.
La aldea fue completamente destruida por el terremoto de Racha en 1991. Las 45 personas que se encontraban allí en ese momento quedaron sepultadas bajo tierra; solo dos aldeanos que se encontraban en otros lugares en el momento de la tragedia se salvaron. Se formó un lago en el lugar de la aldea.
Durante la guerra ruso-georgiana de 2008, el pueblo fue ocupado por tropas rusas.

## Demografía
La evolución demográfica de Jajeti entre 1939 y 2015 fue la siguiente:
| 114                                                      | 108 | 93 | 61 | 0 | 0 |
| (Fuente: Population of South Ossetia since Soviet times) |     |    |    |   |   |

Según el censo soviético de 1970, la mayoría de la población eran osetios; en el de 1989, igual.